# Daniele Salera
Daniele Salera (ur. 23 lipca 1970 w Rzymie) – włoski duchowny katolicki, biskup pomocniczy diecezji rzymskiej w latach 2022–2024, biskup diecezji Ivrei od 2025.

## Życiorys

### Prezbiterat
Święcenia kapłańskie otrzymał 21 kwietnia 2002 i został inkardynowany do diecezji rzymskiej. Pracował głównie jako duszpasterz parafialny, był też m.in. pracownikiem kurialnego wydziału katechetycznego, a także wykładowcą i wicerektorem Papieskiego Rzymskiego Seminarium Duchownego.

### Episkopat
27 maja 2022 papież Franciszek mianował go biskupem pomocniczym diecezji rzymskiej, ze stolicą tytularną Tituli in Proconsulari. Święcenia biskupie przyjął 29 czerwca 2022. Głównym konsekratorem był Angelo De Donatis a współkonsekratorami Augusto Paolo Lojudice i Francesco Montenegro. Po święceniach biskupich był odpowiedzialny za sektor północny diecezji rzymskiej. 
16 grudnia 2024 papież Franciszek mianował go biskupem diecezjalnym Ivrei.